# Кумбель (перевал)
Кумбель (каз. Құмбел) — перевал в Киргизском Алатау. Расположен в Меркенском районе Жамбылской области Казахстана и в Таласском районе Таласской области Кыргызстана (по перевалу проходит казахстанско-киргизская граница). У перевала находятся истоки реки Мерке и реки Кумбель. Абсолютная высота 3247 м.